# Allomerus
Allomerus is een geslacht van mieren uit de onderfamilie van de Myrmicinae (Knoopmieren).

## Soorten
- A. brevipilosus Fernández, 2007
- A. decemarticulatus Mayr, 1878
- A. dentatus Fernández, 2007
- A. maietae Fernández, 2007
- A. octoarticulatus Mayr, 1878
- A. septemarticulatus Mayr, 1878
- A. undecemarticulatus Fernández, 2007
- A. vogeli Kempf, 1975